# Tapeinosperma
Tapeinosperma es un género de   arbustos pertenecientes a antigua familia  Myrsinaceae, ahora subfamilia Myrsinoideae. Comprende 75 especies descritas y de estas, solo 4 aceptadas.

## Taxonomía
El género fue descrito por Joseph Dalton Hooker y publicado en Genera Plantarum 2: 647. 1876. La especie tipo no ha sido designada.

## Especies aceptadas
A continuación se brinda un listado de las especies del género Tapeinosperma aceptadas hasta noviembre de 2013, ordenadas alfabéticamente. Para cada una se indica el nombre binomial seguido del autor, abreviado según las convenciones y usos.
- Tapeinosperma divaricatum (Gillespie) A.C. Sm.
- Tapeinosperma flueckigeri (F. Muell.) Mez
- Tapeinosperma multiflorum (Gillespie) A.C. Sm.
- Tapeinosperma pseudojambosa (F. Muell.) Mez